# Deutsche Nachrichtenagentur
Deutsche Nachrichtenagentur (DENA) hieß eine von der amerikanischen Besatzungsmacht im Herbst 1945 in ihrer Besatzungszone gegründete Presseagentur der Information Control Division.
Sie hieß zunächst – genauso wie die in der britischen Besatzungszone gegründete Agentur – „German News Service“, wurde aber zur Unterscheidung von dieser in DANA (Deutsche Allgemeine Nachrichtenagentur) umbenannt. Zur Verbreitung der DANA-Nachrichten diente der ehemalige Soldatensender „Paula“. Dabei handelte es sich um einen so genannten Eisenbahnsender, weil er auf Schienen montiert war. Erst als dieser Ende 1946 abbrannte, baute man ein eigenes Fernschreibnetz auf.
Im Februar 1946 erhielt die Agentur eine deutsche Geschäftsführung. Geschäftsführer war Walter Fritze, der spätere Pressesprecher des Deutschen Gewerkschaftsbundes. Chefredakteur wurde Johannes Haas-Heye. Als dieser bald darauf zur amerikanischen Nachrichtenagentur United Press ging, wurde sein Nachfolger Felix von Eckardt, der spätere Bundespressesprecher.
Am 26. Oktober 1946 lizenzierte der amerikanische Brigadegeneral Robert A. McClure in Bad Nauheim die Nachfolgerin der DANA, die DENA (Deutsche Nachrichtenagentur), die wie der dpd in der britischen Zone als Genossenschaft arbeitete. Zu diesem Zeitpunkt beschäftigte die DENA 426 deutsche Mitarbeiter und nur noch 15 Amerikaner. Chefredakteur vom Dienst war von 1946 bis 1949 der Journalist Werner Karsunky.
Die DENA war eine der Vorläuferagenturen der Deutschen Presse-Agentur (dpa) und ging am 18. August 1949 zusammen mit dem Deutschen Pressedienst (dpd) und der Süddeutschen Nachrichtenagentur (Südena) in dieser auf.
Danach wurde die DENA von der dpa zum technischen Dienstleister für Nachrichtenagenturen und Medien umgestaltet. Sie betrieb Sendeanlagen (Karte) für die Verbreitung von Agenturdiensten und erbrachte Dienstleistungen für den Empfang von Agenturdiensten bei den Medien. Am 12. Mai 1989 gaben die Deutsche Presse-Agentur GmbH (dpa) und fünf weitere Nachrichtenagenturen die Gründung der mecom Medien Communications GmbH bekannt. Beteiligt war zunächst auch die Deutsche Nachrichten GmbH (DENA). Anlass war das am selben Tag vom Bundesrat verabschiedete Poststrukturgesetz. Dieses ermöglichte erstmals auch privaten Betreiben die Nutzung von Satelliten zur Datenübertragung.
Der Erfolg der Satellitenkommunikation zur Nachrichtenübermittlung beraubte die DENA eines wichtigen Standbeins und führte 1998 zu ihrer Auflösung.